# 古市場駅
古市場駅（ふるいちばえき）は、山梨県中巨摩郡甲西町（現・南アルプス市）川上にあった山梨交通電車線の駅である。

## 概要
路線開通後の1933年（昭和8年）、地元の村々の請願により甲西町の古市場集落の中心部に入ったところに設置された駅で、1面1線の棒線駅であった。
古市場集落と東隣の鮎沢集落は甲西町の中心部であり、役場も東の方に存在したが、人家は街道沿いに集中しており、当駅はそこから弾き出されて西側の田んぼと桑畑の中にあった。

## 歴史
- 1933年（昭和8年）11月14日：開業。
- 1962年（昭和37年）7月1日：路線廃止により廃駅。

## 廃線後の状況
専用軌道の跡地である「廃軌道」上、月星商事山梨営業所の前周辺が駅のあった場所である。駅のあった場所には高速バスの停留所があり、また敷地は高速バスの利用者のための駐車場として利用されている。

## 隣の駅
山梨交通
電車線
甲斐大井駅 - 古市場駅 - 荊沢駅